# Mulieris dignitatem
Mulieris dignitatem (français : la dignité de la femme) est une lettre apostolique du pape Jean-Paul II publiée le 15 août 1988.

## Contenu
Jean-Paul II affirme dans le premier chapitre la dignité de l'être humain et rattache la dignité et le rôle des femmes « à la décision du Créateur selon laquelle l'être humain existe toujours et uniquement comme femme et comme homme. », binarité de genre qui est un prérequis pour parler de leur rôle, aussi bien dans l'Église que dans la société. Il propose dans cette lettre apostolique Marie (mère de Jésus)  lors de l'Annonciation comme un prototype et modèle de la « femme parfaite »,  car lors de ce dialogue engageant son intellect puis ultérieurement son physique , « en Marie s'accomplissent, de la manière la plus sublime, toutes les possibilités de la femme ».

## Analyse critique
Dans la revue Études, la sociologue Céline Béraud analyse, à travers différents textes, la doctrine récente de l'Église vis-à-vis des femmes et de leur statut dans l'Église. Elle note une certaine redondance dans laquelle elle inclut la lettre apostolique Mulieris dignitatem. De cela, il appert que l'Église de la charnière des XXe et XXIe siècles déclare que  « les femmes ont une dignité égale à celle des hommes », tout en distinguant une différence de fonctions, ce qui met en évidence une certaine contradiction.  Alors que la nature et la vocation de la femme font l'objet de longs développements, (Jean-Paul II parle du « génie » de la femme), celles de l'homme ne sont jamais citées. Le plafond de verre dans l'Église demeure et comme l'énonce de façon un peu abrupte, le dernier paragraphe de la lettre, avant la conclusion, elles ne peuvent pas être ordonnées prêtres,.